# 和風ドレッシング
和風ドレッシング（わふうドレッシング）は、日本で使われる醤油をベースとしたヴィネグレットソースタイプのサラダドレッシングである。

## 概要
標準的な和風ドレッシングは、醤油のほか、酢と植物油が入っている。和風ドレッシングは極めて多様であり、アオノリ、シソ、すりおろしたショウガ、梅干し、ワサビ、ユズのような柑橘類を加えたものがある。これらにごま油を加えたものは、しばしば中華風ドレッシングと呼ばれる。
和風という言葉からサラダやドレッシングを連想する日本人は少ないものの、現代の日本人にとってサラダは日常の食事に不可欠な料理である。
ゲイラー (2009)では、定番の和風ドレッシングとして、白ごまを加えた「ごまドレッシング」、ユズ果汁を加えた「ユズドレッシング」、ワサビ・ショウガを使った「ワサビとショウガのドレッシング」の3つを挙げている。
和風（Wafu）という言葉は、ドレッシング、ディップ、ソースに関してWAFU Inc.が北アメリカとヨーロッパ連合で商標登録を行っている。

## 作り方の例
最も単純な和風ドレッシングは、市販のポン酢大さじ2に対してサラダ油大さじ3を加えて混ぜ合わせるだけで作ることができる。この製法では、長期保存も可能であるので、作り置きをすることができる。